# Piotr Michałowski (Altorientalist)
Piotr Michałowski (* 9. Januar 1948 in Woking, England) ist ein polnisch-amerikanischer Altorientalist und emeritierter Hochschullehrer mit dem Schwerpunkt Geschichte des Nahen Ostens sowie ein Jazz- und Improvisationsmusiker (Saxophone, Klarinetten, Flöten, Komposition).

## Leben und Wirken
Michałowski, der in England geboren wurde, wuchs in Polen auf. Als Autodidakt begann seine Verbindung zur Musik im Teenageralter, als er Gitarre und Schlagzeug lernte. Als Gymnasiast spielte er Schlagzeug in einer traditionellen Dixieland-Combo in Warschau, später Posaune in der Stodoła Big-Band. Von 1965 bis 1968 studierte er an der Universität Warschau im Master-Programm in den Abteilungen für Mittelmeerraum-Archäologie und Vorderasiatische Philologie. Er zog dann in die Vereinigten Staaten, wo er 1972 einen Master und 1976 seinen Ph.D. in Nahoststudien an der Yale University erwarb; in seiner Dissertation edierte er die Korrespondenz der Könige der 3. Dynastie von Ur. Forschungsstipendien an der Harvard University und der University of Pennsylvania schlossen sich an sowie zwischen 1975 und 1979 eine Assistenzprofessur an der University of California, Los Angeles.
Michałowski beschäftigte sich weiter mit der Erforschung altorientalischer Sprachen und Zivilisationen; seit 1981 lehrte er an der University of Michigan in Ann Arbor, wo er zwischen 1987 und 1996 das Department of Near Eastern Studies leitete. Als Autor veröffentlichte er in seinem Fachgebiet zahlreiche Aufsätze, Besprechungen, Beiträge zu Handbüchern und zur Encyclopedia of Ancient History sowie mehrere Sammelbände und verfasste vier Monographien. Von 2009 bis 2011 war er Präsident der International Association of Assyriologists.
Daneben schrieb Michałowski auch über Jazzmusik als Kolumnist, Kritiker und Autor von Liner Notes und Features. Er begann erst später im Leben, sich als Holzbläser zu betätigen, nachdem er in Los Angeles mit Unterricht in Klarinette bei Ira Schulman begonnen hatte und vom Improvisator Vinny Golia inspiriert wurde. Während seiner Jahre in Ann Arbor nahm er weiteren Instrumentalunterricht bei den Saxophonisten Paul Vornhagen und Vincent York. Während er seinen Weg des Selbstunterrichts fortsetzte, spielte er in der Big Band des Washtenaw Community College unter der Leitung von Morris Lawrence, Jr., und trat bei den Jazzfestivals Montreux-Detroit, Windsor und Ann Arbor auf. Er stand auch mit David Swains II-V-I Orchestra auf der Bühne und verbrachte danach einige Jahre in einem Standard-Trio und -Quartett mit dem Bassisten Pat Smith.
Nachdem Michałowski im Bereich der freien Improvisation Meisterkurse bei Trent Kynaston, Ned Rothenberg und Andrew Bishop besucht hatte, schloss er sich dem Creative Arts Orchestra der University of Michigan an, das von Ed Sarath geleitet wurde. Dies führte zu einer Zusammenarbeit mit Sarah Weavers Soundpainting-Orchester Weave, dem Bassisten James Ilgenfritz und vor allem mit dem Geiger Mike Khoury (Shards, 2006). Michalowski war auch Mitglied des Improvisations-Weltensembles Sublingual und der Gruppe Babardah. Weiterhin ist er Inhaber des Plattenlabels Abzu. Im Bereich des Jazz war er laut Tom Lord zwischen 2002 und 2011 an acht Aufnahmesessions beteiligt.

## Schriften (Auswahl)
- The Tablets of Ebla: Concordance and Bibliography. Winona Lake: Eisenbrauns, 1984. [mit S. Beld und W. W. Hallo].
- The Lamentation over the Destruction of Sumer and Ur. Mesopotamian Civilizations 1. Winona Lake: Eisenbrauns, 1989.
- Letters from Early Mesopotamia. Society of Biblical Literature Translations Series. Atlanta: Scholars Press, 1993.
- The Correspondence of the Kings of Ur: An Epistolary History of an Ancient Mesopotamian Kingdom. Mesopotamian Civilizations 15.  Winona Lake: Eisenbrauns 2011

## Diskographische Hinweise
- Piotr Michalowski, Sarah Weaver, James Ilgenfritz, Mike Khoury: Babardah (2004)
- Mike Khoury, Piotr Michalowski: Reason Sound Sound Reason (2008)
- Joe McPhee, Andrew Drury, Piotr Michalowski: Live at Edgefest (2018)
- Jason Alder & Piotr Michalowski: Contradictions: Duets for Contrabass and Contra-Alto Clarinets (Creative Sources, 2019)
- Piotr Michałowski / Damon Smith: How to Ripen in Ice (Balance Point Acoustics 2024)